# Hans von Meding

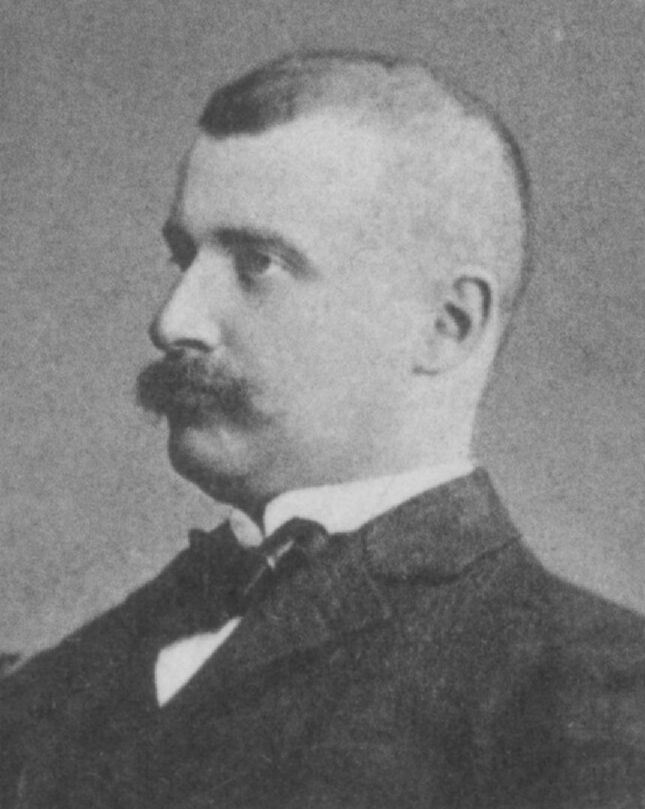
Hans v. Meding, MdR (1912)

Hans von Meding (* 15. Oktober 1868 auf Gut Schnellenberg bei Lüneburg; † 5. Januar 1917 an der Kurländischen Aa) war Gutspächter und Mitglied des Deutschen Reichstags.

## Leben
Meding besuchte das Johanneum Lüneburg bis 1890. Nach dem Abitur studierte er zunächst an der Ruprecht-Karls-Universität. 1890 wurde er im Corps Vandalia Heidelberg recipiert.
Als Inaktiver wechselte er an die Eberhard Karls Universität Tübingen und die Friedrich-Wilhelms-Universität zu Berlin. Er war 1894–1896 Gerichtsreferendar und lernte 1896/97 Landwirtschaft. Seither war er Pächter des Klosterguts Wulfsode und seit 1908 auch des Ritterguts Horndorf im Kreis Bleckede. 1891/92 diente er als Einjährig-Freiwilliger im Infanterie-Regiment Nr. 125 zu Tübingen. Weiter hat er Übungen abgeleistet beim Grenadier-Regiment 109 zu Karlsruhe. Er war Vice-Feldwebel und Offizieraspirant.
Ab 1912 vertrat er den Wahlkreis Provinz Hannover 15 (Lüchow, Uelzen, Dannenberg, Bleckede) und die Deutsch-Hannoversche Partei im Reichstag (Deutsches Kaiserreich). Er gründete 1914 den landwirtschaftlichen Verein Wriedel und meldete sich 1915 als Freiwilliger zum Deutschen Heer. Am 5. Januar 1917 wurde er in Kurland an der Kurländischen Aa von drei Kugeln tödlich getroffen. Beigesetzt wurde er in Schnellenberg in der Gutskapelle der Familie. Er war neben Ludwig Frank einer von zwei Reichstagsabgeordneten, die im Ersten Weltkrieg fielen.

## Siehe auch

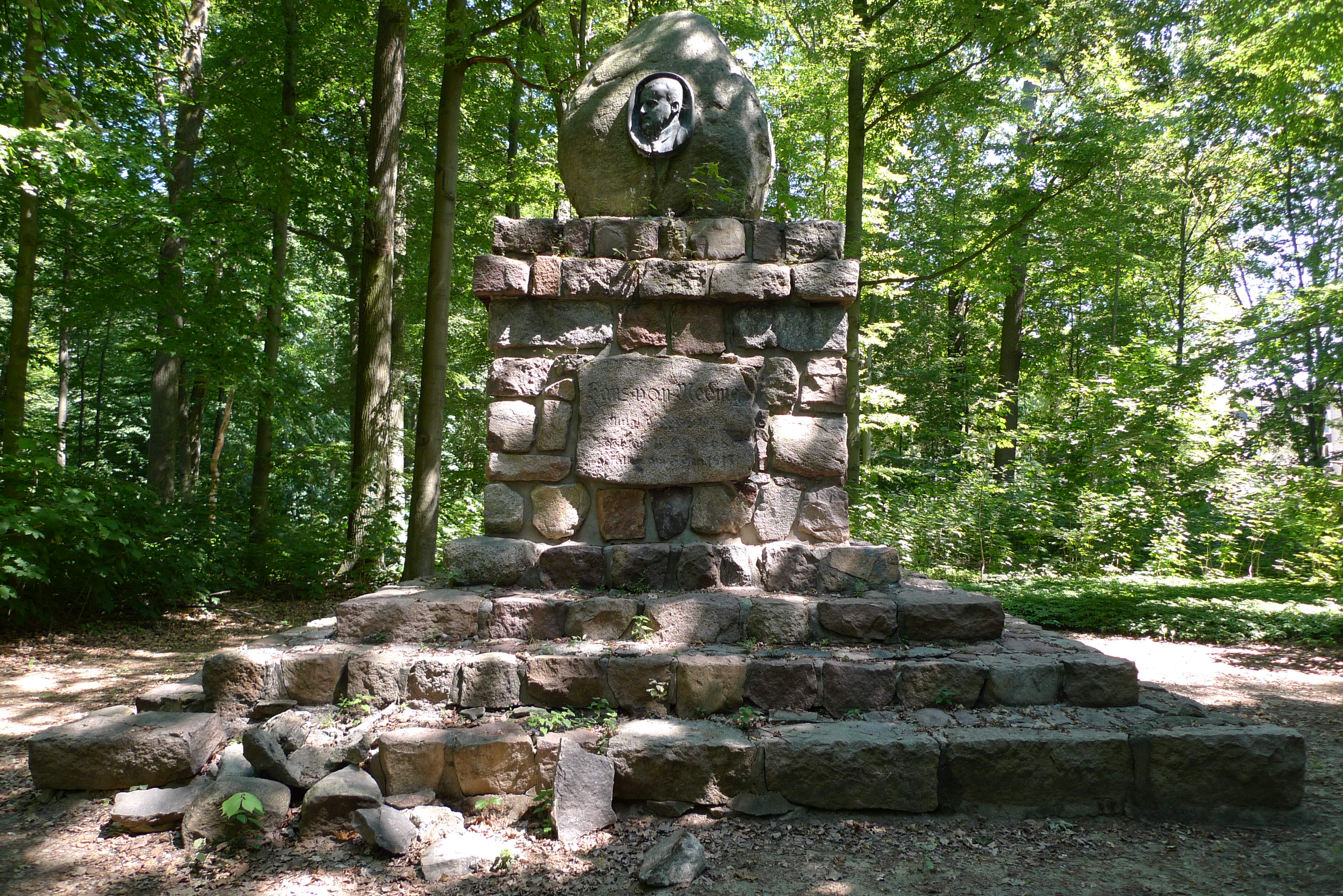
Meding-Denkmal bei Uelzen